# Le Donzeil
Le Donzeil är en kommun i departementet Creuse i regionen Nouvelle-Aquitaine i de centrala delarna av Frankrike. Kommunen ligger i kantonen Saint-Sulpice-les-Champs som tillhör arrondissementet Aubusson. År 2022 hade Le Donzeil 188 invånare.

## Befolkningsutveckling
Antalet invånare i kommunen Le Donzeil
Referens:INSEE